# Nyúl István
Nyúl István (London, Anglia, 1961. február 25. –) magyar labdarúgó, középcsatár.

## Pályafutása
A Bp. Honvéd korosztályos csapataiban kezdte a labdarúgást. 1981. augusztus 30-án egy Csepel elleni bajnoki mérkőzésen mutatkozott be az élvonalban. 1982 januárjától kölcsönben a Nagykanizsai Olajbányászhoz került.
1982 és 1984 között a Volán csapatában szerepelt. Az első idényben az NB II-ben, a másodikban ismét az NB I-ben. 1984 és 1988 között a Vasas labdarúgója volt. 1986-ban kupagyőztes volt az angyalföldi csapattal, de csak az őszi mérkőzéseken szerepelt, mert az 1986-os évet teljes egészében kihagyta pánikbetegsége miatt. 1988–89-ben a Dunaújváros, 1989–90-ben ismét a Vasas, 1990-ben a dél-koreai LG játékosa volt. A magyar élvonalban összesen 90 mérkőzésen szerepelt és 27 gólt szerzett.

## Sikerei, díjai
Vasas
- Magyar Népköztársasági Kupa (MNK)
  - győztes: 1986